# David Katz (Psychologe)
David Theodor Katz (* 1. Oktober 1884 in Kassel; † 2. Februar 1953 in Stockholm) war ein deutscher Experimental-Psychologe.

## Leben
David Katz publizierte bereits in seiner Schulzeit in Kassel ein erstes Büchlein (zur Latein-Nachhilfe). 1902 begann er ein Lehramtsstudium mathematisch-naturwissenschaftlicher Fächer an der Universität Göttingen, wechselte dann zur Psychologie und wurde Schüler von Georg Elias Müller. 1906 wurde er aufgrund einer Arbeit aus der Psychologie zum Zeiterleben (die Dissertation erschien 1907) mit den Prüfungsfächern Psychologie, Physik und Philosophie zum Doktor promoviert (Prüfer hier: Edmund Husserl).
Ab 1907 war Katz Assistent bei G. E. Müller in Göttingen und beschäftigt sich mit Themen aus der Entwicklungspsychologie, der Sozialpsychologie (besonders der Tier-Sozialpsychologie) und der Pädagogischen Psychologie. 1911 habilitierte er in Psychologie mit einer bis heute stark beachteten Arbeit zur Farbwahrnehmung, die von Müller und Husserl begutachtet wurde. Von 1914 bis 1918 nahm Katz als Freiwilliger am Ersten Weltkrieg teil. 1918 wurde ihm eine Tätigkeit an der Technischen Hochschule Hannover zu psychologischen Aspekten des Prothesenbaus übertragen. Nach Ende des Ersten Weltkrieges wurde er 1918 zum Apl. Professor an der Universität Göttingen ernannt.
1919 erhielt Katz einen Ruf an die Universität Rostock auf eine Professur, die anlässlich der 500-Jahr-Feier der Gründung der Universität neugeschaffen wurde. Im gleichen Jahr heiratete er die Psychologin Rosa Heine. Das Paar hatte die Söhne Theodor (1920–1997) und Gregor (1922–2015).
Forschungsschwerpunkte von David Katz in Rostock waren vor allem die Wahrnehmungspsychologie (Tastsinn, Vibrationssinn, Farbwahrnehmung), die Bedürfnispsychologie (Hunger und Appetit), die Sprachentwicklung (zusammen mit seiner Frau), die Pädagogische Psychologie und die (Tier-)Sozialpsychologie. Zu diesen Themen betreute er bis 1933 21 Dissertationen. Den norwegischen Wissenschaftler Thorleif Schjelderup-Ebbe, der in Greifswald promoviert hatte, unterstützte Katz bei der Erstellung der Publikationsfassung seiner Dissertation. Der Zusammenarbeit von Katz und Schjelderup-Ebbe, die bereits in Göttingen begonnen hatte, entsprang der Begriff der „Hackordnung“. Katz betrieb in den 20er Jahren in Rostock die einzige deutsche psychologische Tierstation, wobei vor allem lern- und tier-sozialpsychologische Versuche mit Hühnern, aber auch Wahrnehmungsexperimente zum Hören oder Riechen mit Hunden durchgeführt wurden. Daneben engagierte sich Katz für die Lehrerbildung, produzierte Lehrfilme und verfasste zusammen mit seiner Frau einen Erziehungsratgeber. In seiner Rostocker Zeit fungierte Katz auch als Herausgeber der Zeitschrift für Psychologie, weiter arbeitete er im Vorstand der Gesellschaft für Psychologie bis 1933 und im Vorstand der Internationalen Gesellschaft für Psychologie mit. In seiner Rostocker Zeit überarbeitete und erweiterte Katz auch seine Habilitationsschrift und publizierte den umfangreiche Band 1930 unter dem Titel "Aufbau der Farbwelt", die englische Übersetzung erschien 1935 unter dem Titel "The World of Colour" bei Routledge (England). Die Ideen seiner Habilitationsschrift konnten damit weltweit rezipiert werden.
1923 erhielt Katz einen Ruf an die Handelshochschule Mannheim, wurde in der Folge in Rostock zum ordentlichen Professor ernannt, wobei der Erhalt des Ordinariats mit der Gründung des Psychologischen Instituts verbunden war. 1928 wurde in Rostock eine Tagung der deutschen Wahrnehmungs- und Gestaltpsychologen organisiert, an der neben Katz und seiner Frau als Gastgeber Fritz Heider, Kurt Lewin, Heinz Werner, Wolfgang Köhler, Albert Michotte, Edgar Rubin und Max Wertheimer teilnahmen. 1929 hielt sich Katz im Rahmen einer Gastprofessur in Maine (USA) auf.
1933 wurde David Katz nach der „Machtergreifung“ der Nationalsozialisten gezwungen, ein Forschungssemester zu beantragen und im Anschluss von der akademischen Welt ausgeschlossen und beurlaubt. Vorausgegangen war eine Kampagne der NS-Studentenschaft und des Niederdeutschen Beobachters gegen ihn und seine Frau. 1934 erfolgte die Versetzung in den endgültigen Ruhestand. Ab 1933 hielt sich David Katz in England auf. Vortragstätigkeit, Publikationen, diverse Forschungsaufträge und schließlich tierpsychologische Experimente im Londoner Zoo (bei Cyril Burt) bestimmten sein Leben. Die Ausreise nach England war ihm 1933 zunächst verweigert und erst genehmigt worden, nachdem sich unter anderem Prodekan Schüssler von der Philosophischen Fakultät für Katz eingesetzt hatte. Schüssler ging 1934 an das Herder-Institut in Riga, um – so das Biographische Lexikon zur Geschichtswissenschaft in Deutschland, Österreich und der Schweiz – drohenden Sanktionen lokaler NS-Instanzen wegen der Hilfeleistung für einen jüdischen Kollegen zu entgehen. Erst nach Sicherung der wirtschaftlichen Lage und Klärung der weiteren Schulbildung für die Söhne konnte Katz seine Familie im Jahr 1935 nach England nachholen.
1937 erhielt David Katz einen Ruf auf die erste schwedische Professur für Psychologie an der Universität Stockholm, die von Olof Eneroth gestiftet war. Er befasste sich in den folgenden Jahren vor allem mit Themen der Pädagogischen Psychologie, der Intelligenzdiagnostik und der Gestaltpsychologie. Daneben publizierte er eine Reihe von Lehrbüchern und entwickelte einen Skriptochronographen, ein Gerät zur Aufzeichnung von Handbewegungen bei Schreiben, wofür er ein Patent erhielt. 1951 fungierte David Katz als Ausrichter des 13. Internationalen Kongresses für Psychologie an der Universität Stockholm. 1952 wurde er in die Bayerische Akademie der Wissenschaften aufgenommen. Im selben Jahr erhielt er, bereits im Ruhestand, eine Honorarprofessur an der Universität Hamburg. Kurz nach seiner Rückkehr aus Hamburg verstarb David Katz am 2. Februar 1953 in Stockholm.

## Schriften
- Die Erscheinungsweisen der Farben und ihre Beeinflussung durch die individuelle Erfahrung (Zeitschrift für Psychologie – Ergänzungs-Band 7.1911) Internet-Archive
- Psychologie und mathematischer Unterricht. In: Felix Klein (Hrsg.): Abhandlungen über den mathematischen Unterricht in Deutschland. Band 3, H. 8, IV. Leipzig 1913.
- Der Aufbau der Tastwelt (Zeitschrift für Psychologie – Ergänzungs-Band 11.1925) Internet-Archive
- mit Rosa Katz: Gespräche mit Kindern. Berlin 1928 (ins Englische und Schwedische übersetzt).
- Der Aufbau der Farbwelt. Leipzig 1930 (ins Englische übersetzt).
- Animals and Men. London 1937 (ins Deutsche, Schwedische, Spanische und Japanische übersetzt).
- Gestaltpsychologie. Basel 1944 (ins Englische, Schwedische, Spanische, Italienische, Finnische und Französische übersetzt).
- Individualtest för intelligensundersökning. 2 år 6 mån. till 6 år. Stockholm 1950.
- (Hrsg.): Handbuch der Psychologie. Basel 1951 (erstmals 1950 auf Schwedisch erschienen, ferner ins Englische, Spanische, Finnische und Italienische übersetzt. Mehrere Neuauflagen postum mit Rosa Katz als Mitherausgeberin).
- Autobiography. In: H. S. Langfeld, E. G. Boring, H. Werner, M. Yerkes (Hrsg.): A History of Psychology in Autobiography. Band 4. Worcester (Mass) 1952, S. 189–211.